# Francesco Rizzo
Francesco Rizzo (Rovito, Provincia de Cosenza, Italia, 30 de mayo de 1943-17 de julio de 2022) fue un futbolista italiano. Se desempeñaba en la posición de centrocampista.

## Biografía
Francesco Rizzo nació el 30 de mayo de 1943 en Rovito, Provincia de Consenza ubicada en Italia, debutó profesionalmente en el Fiorentina a la edad de 18 años, con dorsal "20" se desempeñó en calidad de centrocampista. 
Fue llamado a la Selección de Italia a los 23 años donde marcó 2 goles. 
Se retiró a los 34 años, casi 35, en el club Genoa.
Falleció el 17 de julio de 2022 a la edad de 79 años.

## Selección nacional
Fue internacional con la selección de fútbol de Italia en 2 ocasiones y marcó 2 goles. Debutó el 14 de junio de 1966, en un encuentro amistoso ante la selección de Bulgaria que finalizó con marcador de 6-1 a favor de los italianos.

### Participaciones en Copas del Mundo
| Mundial                        | Sede       | Resultado    |
| ------------------------------ | ---------- | ------------ |
| Copa Mundial de Fútbol de 1966 | Inglaterra | Primera fase |

## Clubes
| Club                | País           | Año         |
| ------------------- | -------------- | ----------- |
| Cosenza Calcio      | Italia         | 1960 - 1961 |
| Alessandria Calcio  | Italia         | 1961 - 1962 |
| Cagliari Calcio     | Italia         | 1962 - 1968 |
| Chicago Mustangs    | Estados Unidos | 1967        |
| A. C. F. Fiorentina | Italia         | 1968 - 1970 |
| Bologna F. C.       | Italia         | 1970 - 1972 |
| U. S. Catanzaro     | Italia         | 1972 - 1974 |
| A. C. Cesena        | Italia         | 1974        |
| Genoa C. F. C.      | Italia         | 1974 - 1979 |

## Palmarés

### Campeonatos nacionales
| Título  | Club                | País   | Año     |
| ------- | ------------------- | ------ | ------- |
| Serie A | A. C. F. Fiorentina | Italia | 1968-69 |

### Copas internacionales
| Título                   | Club          | País   | Año  |
| ------------------------ | ------------- | ------ | ---- |
| Anglo-Italian League Cup | Bologna F. C. | Italia | 1970 |

### Distinciones individuales
| Distinción                 | Año     |
| -------------------------- | ------- |
| Goleador de la Copa Italia | 1964-65 |